# Cá tầm Đại Tây Dương
Cá tầm Đại Tây Dương (danh pháp ba phần: Acipenser oxyrhynchus oxyrhynchus) thuộc họ Cá tầm. Đây là một trong một trong những loài cá cổ xưa nhất trên thế giới. Phạm vi của nó kéo dài từ New Brunswick, Canada đến bờ biển phía đông của Florida. Cá tầm Đại Tây Dương có rất nhiều khi những người định cư đầu tiên đến Mỹ, nhưng đã giảm sút do đánh bắt quá mức và ô nhiễm nước. Nó được coi là bị đe dọa, có nguy cơ tuyệt chủng và thậm chí bị tuyệt chủng trong nhiều ban đầu của nó môi trường sống. Cá có thể đạt được tuổi thọ sáu mươi năm tuổi.